# Matty Fain
Pour les articles homonymes, voir Fain.
Matty Fain, né le 25 juin 1905 à New York, États-Unis), mort le 8 octobre 1971 à Los Angeles (Californie, États-Unis), est un acteur américain.

## Filmographie partielle
- 1936 : Ennemis publics (Great Guy) de John G. Blystone
- 1938 : Monsieur Moto sur le ring (Mr. Moto's Gamble) de James Tinling
- 1939 : Nick joue et gagne (Another Thin Man) de W. S. Van Dyke
- 1941 : The Get-Away d'Edward Buzzell et Richard Rosson
- 1947 : En marge de l'enquête (Dead Reckoning) de John Cromwell
- 1947 : L'Heure du crime (Johnny O'Clock) de Robert Rossen
- 1947 : L'Étoile des étoiles (Down to earth) d'Alexander Hall
- 1955 : Les Îles de l'enfer (Hell's Island) de Phil Karlson
- 1956 : Viva Las Vegas (Meet Me in Las Vegas) de Roy Rowland
- 1956 : Plus dure sera la chute (The Harder They Fall) de Mark Robson
- 1956 : Les Dix Commandements (The Ten Commandments) de Cecil B. DeMille
- 1957 : Cette nuit ou jamais (This Could Be the Night) de Robert Wise